# Famille von Dresky
La famille von Dresky, aussi : Dresky et Merzdorf, est le nom d'une famille noble silésienne.

## Histoire
La famille est mentionnée pour la première fois dans un document avec Dresko, chambellan du duc Henri VI de Breslau, le 10 mai 1261. La lignée commence avec Albertus Dresko, juge du duc Heinrich von Falkenberg et l'héritier de la moitié de Geppersdorf (documenté en 1383). En 1497, le capitaine-colonel Caspar Dreske, au service du duc Casimir II de Teschen, apparaît comme témoin. En 1607, Caspar von Dresky et Merzdorf est propriétaire de Mittel Peilau dans la région de Reichenbach, et en 1666 et 1673, le burgrave Caspar von Dresky et Merzdorf est propriétaire de Janschdorf et Nieder-Sappraschin dans la principauté d'Œls. En 1724, Hans Christoph von Dresky et Merzdorf sur Ober-Stradam et Paulwitz fait office de député et de propriétaire de la cour de la seigneurie de Groß Wartenberg. En 1904, la famille reçoit l'indigénat saxon.

## Possessions (sélection)
- Geppersdorf (XIVe siècle)
- Mittel Peilau (de) (XVIIIe siècle)
- Dobrischau (XVIIIe siècle)
- Ober-Stradam (jusqu'en 1786)
- Gräditz (depuis 1720)
- Faulbrück (depuis 1740)
- Kreisau (de) (1772–1867)
- Starkow (1926-1936)

## Personnalités
- NN von Dresky, 1766-1789 administrateur de l'arrondissement de Schweidnitz, héritier d'Ober-Graeditz
- Hanns George von Dresky (1728-1812), 1768-1796 administrateur de l'arrondissement de Reichenbach
- Rudolf von Dresky (de) (1776-1852), général de division prussien
- Josepha von Dresky (1779–1845), mariée avec Friedrich Wilhelm von Funck (de) (1774-1830), général de division prussien
- Amalie von Dresky (1788–1859), mariée avec August Wilhelm von Neumann-Cosel (1786–1865), général d'infanterie prussien
- Friedrich von Dresky, jusqu'en 1845 administrateur de l'arrondissement de Frankenstein-en-Silésie
- Julius von Dresky und Merzdorf (de) (1818–1899), général d'artillerie prussien
- Friederike von Dresky (1821-1878), mère de Maximilian Gritzner (1843-1902), héraldiste allemand
- Marie von Dresky (1824–1847), mariée avec Ferdinand von Natzmer (1815-1868), général de division prussien
- Eugen von Dresky (1831–1892), général de division prussien
- Gotthardt von Dresky (1844-1912), lieutenant général prussien
- Erich von Dresky (de) (1850-1918), vice-amiral allemand
- Ida von Dresky (1897–1974), mariée avec Hermann von Bredow (de) (1893–1954), contre-amiral allemand

## Blason
Le blason montre en bleu un loup argenté bondissant tenant une oie (de) dans ses mâchoires. Le loup grandit sur le casque avec des lambrequins bleu-argent.